# Tahtul Yaman
Tahtul Yaman is een bestuurslaag in het regentschap Jambi van de provincie Jambi, Indonesië. Tahtul Yaman telt 4279 inwoners (volkstelling 2010).